# Alexei Iwanowitsch Abrikossow
Alexei Iwanowitsch Abrikossow (russisch Алексей Иванович Абрикосов; * 6. Januarjul. / 18. Januar 1875greg. in Moskau; † 9. April 1955 ebenda) war ein sowjetischer Pathologe, Mitglied der Akademie der Wissenschaften der UdSSR seit 1939 und der Akademie der Medizinischen Wissenschaften der UdSSR seit 1944. Von 1944 bis 1948 war er zudem Vizepräsident der Akademie der Medizinischen Wissenschaften der UdSSR.

## Leben und Werk
1899 beendete Abrikossow sein Medizinstudium an der Moskauer Universität. Von 1904 bis 1918 war er dort als Privatdozent tätig. Von 1920 bis 1953 war er Professor an der Medizinischen Fakultät der Moskauer Universität. Von 1944 bis 1951 war er Direktor des Institutes der normalen und pathologischen Morphologie der Akademie der Medizinischen Wissenschaften der UdSSR Er war einer der Begründer und seit 1938 Ehrenvorsitzender der Moskauer Pathologischen Gesellschaft. 
Seine Hauptarbeiten widmeten sich der pathologischen Anatomie. Der Granularzelltumor, der als erstes von Abrikossow beschrieben wurde („Über Myome, ausgehend von der quergestreiften willkürlichen Muskulatur“. In: Virchows Archiv für pathologische Anatomie und Physiologie und für klinische Medizin, 1926, 260, S. 215–233), wird auch als Abrikossoff-Tumor bzw. Abrikossoff-Geschwulst bezeichnet. 
Abrikossow beschrieb auch als erster das später sogenannte Bland-White-Garland Syndrom („Aneurysma des linken Herzventrikels mit abnormer Abgangstelle der linken Koronararterie von der Pulmonalis bei einem funsonatlichen Kinde“. In: Virchows Archiv für pathologische Anatomie und Physiologie und für klinische Medizin, 1911, 203, S. 413–420).

## Partei
Abrikossow war seit 1939 Mitglied der KPdSU.

## Ehrungen
Abrikossow erhielt den Staatspreis der UdSSR (1942) ???, zwei Leninorden, den Rotbannerorden der Arbeit und wurde als Held der sozialistischen Arbeit (1945) ausgezeichnet.

## Weitere Werke
- „Über allergische Veränderungen der Blutgefäße im Bereich lokaler entzündlicher Prozesse“. In: Virchows Archiv für pathologische Anatomie und Physiologie und für klinische Medizin, 1935, 295, S. 669–678.
- Основы общей патологической анатомии (Osnovy obtschei patologitscheskoi anatomii), Moskau 1936.
- Частная патологическая анатомия (Tschastnaja patologitscheskaja anatomija), 2 Bände, Moskau / Leningrad 1947.
- Основы частной патологической анатомии (Osnovy tschastnoi patologitscheskoi anatomii), Moskau 1950.

## Familie
Der Sohn - Alexei Alexejewitsch Abrikossow, ein russischer Physiker und Nobelpreisträger.